# ويليام إي. جوردن
ويليام إي. جوردن (بالإنجليزية: William E. Jordan)‏ هو عامل بناء وسياسي أمريكي، ولد في 10 سبتمبر 1883، وتوفي في 13 أغسطس 1953. انتخب عضو جمعية ولاية ويسكونسن.